# Erich Halatschek
Erich Halatschek (* 19. November 1925 in Wolfern; † 14. März 2014) war ein österreichischer Bauunternehmer und Aufsichtsratsvorsitzender von Habau, Österreichs fünftgrößter Baugruppe. Er war in Perg ansässig.

## Leben
Erich Halatschek wurde als fünftes von sechs Kindern des 1919 aus Hohenfurth (Vyšší Brod) in Böhmen vertriebenen Bauunternehmers Vinzenz Halatschek geboren. Seine Kindheit verbrachte er zunächst in Wolfern, erst 1929 übersiedelten das Unternehmen und die Familie nach Perg, wo Erich Halatschek die Pflichtschule besuchte. Er war verheiratet und wurde Vater einer Tochter (Isa Haller) und zweier Söhne (Erich und Peter).

## Beruf
Erich Halatschek besuchte die HTL für Hochbau in Linz (heute HTL 1 Bau und Design) und nach Unterbrechung durch drei Kriegsjahre und Kriegsgefangenschaft bis April 1946 absolvierte er 1948 die Matura. Nach Abschluss seiner Ausbildung 1949 war er der jüngste Baumeister Österreichs und übernahm 1950 den elterlichen Betrieb in Perg mit 20 Beschäftigten. 1955 brachte er diesen in die gemeinsam mit seinem Schwager Georg Heindl (Direktor bei Poschacher in Mauthausen) gegründete Ing. Erich Halatschek & Co. OHG ein, die sich in den nachfolgenden Jahrzehnten zu dem in Österreich und international tätigen Habau-Konzern entwickelte und zu 60 % der Familie Halatschek und zu 40 % der Familie Heindl gehört.

## Ehrungen
- Silbernes Ehrenzeichen des Landes Oberösterreich (1995)
- Berufstitel Technischer Rat (1981)
- Henry-Dunant-Gedenkmedaille des Österreichischen Roten Kreuzes (1986)
- Ehrenringträger der Stadt Perg (1995)
- Ehrenbürger der Stadt Perg (2005)
- Goldenes Ehrenzeichen des Landes Oberösterreich (2005)
- gemeinsam mit seiner Gattin Ilse Ehrenmitglied des Wirtschaftsvereins „Wirtschaft für Mühlviertler SOS-Kinderdorf“ in Rechberg
- Pegasus-Sieger 2011 für sein Lebenswerk[3]
- Ehrennadel der Wirtschaftskammer Österreichs (2013)[4]